# پتروایران
پتروایران (به انگلیسی: PetroIran) شرکت خدمات نفت و گاز ایرانی است، که در زمینهٔ توسعهٔ میدان‌های نفت و گاز فعالیت می‌کند. شرکت پتروایران در سال ۱۳۷۸ به‌عنوان یک شرکت تابعه از شرکت نیکو تاسیس شد، که از شرکت‌های فرعی شرکت ملی نفت ایران به‌شمار می‌آید. دفتر مرکزی این شرکت در تهران قرار دارد.

## تاریخچه
شرکت پتروایران، در سال ۱۹۹۷ میلادی (معادل ۱۳۷۵) با دستور مستقیم وزیر نفت وقت (بیژن زنگنه) در شهر تهران راه‌اندازی شد. این شرکت در سال ۱۹۹۹ شعبه بین‌المللی خود را در سن هلیه، جرسی در کشور بریتانیا تأسیس نمود.
دهه نخست فعالیت‌های این شرکت با مدیریت پروژه‌های نفتی در گستره خلیج فارس، مانند توسعه و افزایش تولید میدان نفتی نصرت و میدان نفتی فرزام، میدان نفتی و گازی سلمان، میدان نفتی فروزان و میدان نفتی اسفندیار، میدان گازی هنگام، توسعه لایه نفتی پارس جنوبی، پروژه انتقال گاز سیری به عسلویه و در بخش خشکی؛ طرح توسعه میدان نفتی جفیر، همراه بود، که اجرای این پروژه‌ها، اغلب در چارچوب قراردادهای بیع‌متقابل، منعقد شده‌است.
با توجه به کاهش سهم شرکت ژاپنی اینپکس به ۱۰٪ درصد در طرح توسعه میدان نفتی آزادگان، فعالیت‌های اجرایی این طرح، از ماه اکتبر سال ۲۰۰۶ به نیابت از شرکت نیکو (نفت‌ایران) و توسط شرکت پتروایران در حال انجام بود، که در ابتدای سال ۲۰۱۰ به شرکت ملی نفت چین واگذار گردید.
همچنین، قرارداد پروژه سرویس‌های یکپارچه حفاری بین شرکت پتروایران به عنوان پیمانکار و شرکت نفت فلات قاره ایران به عنوان کارفرما، جهت تهیه سرویس‌های حفاری و نگهداری از چاه‌های نفت و گاز، در میدان‌ها تحت مدیریت شرکت نفت فلات قاره ایران، امضا شد. یکی از علل موفقیت شرکت پتروایران در طول دوران فعالیتش در صنعت نفت ایران و در جهت اجرای پروژه‌های تخصصی، بهره‌گیری از مدیران با تجربه در حوزه نفت و گاز بوده‌است.

## ادغام با پتروپارس
در سال ۲۰۰۳ شرکت‌های پتروایران و پتروپارس (یکی دیگر از شرکت‌های تابعه نفت‌ایران) با هم ادغام شدند. شرکت پتروپارس یکی از شرکت‌های تابعه نفت‌ایران (نیکو) است، که در زمینه اکتشاف و استخراج گاز طبیعی فعالیت می‌کند. این ادغام، مدت زیادی به‌طول نینجامید و پس از گذشت کمتر از یک سال، مجدداً دو شرکت تفکیک شدند.

## واگذاری به انرژی دانا
در سال ۲۰۰۷ در راستای طرح واگذاری شرکت‌های دولتی به بخش خصوصی، شرکت پتروایران به بخش خصوصی واگذار شد. در تاریخ ۱۴ دسامبر ۲۰۰۸، شرکت انرژی دانا اعلام نمود، که سهام پتروایران را به‌طور کامل، خریداری کرده‌است و مالک اصلی این شرکت محسوب می‌شود، ولی در نهایت، پس از ماه‌ها مذاکره و رایزنی، با مخالفت مدیرعامل وقت شرکت نفت‌ایران؛ سیف‌الله جشن‌ساز، این قرارداد نهایی نشد. در پی فسخ قرارداد اولیه و بازپرداخت مبلغ مورد قرارداد، همچنین پرداخت خسارت از سوی شرکت نیکو، به انرژی دانا، پتروایران حفظ گردید.

## فعالیت‌ها
شرکت پتروایران، مسئولیت توسعه فهرستی از مهم‌ترین میدان‌ها نفتی و گازی ایران را، بر عهده دارد. این شرکت، یک کمپانی تخصصی نفتی است، که در زمینه اجرای پروژه‌های بخش بالادستی صنعت نفت فعالیت می‌نماید. میادینی که شرکت پتروایران، پروژه توسعه آن‌ها را در دست دارد:
- میدان پارس جنوبی
- میدان آزادگان[۷]
- میدان نفتی فروزان
- میدان نفتی سلمان
- میدان نفتی نصرت
- میدان نفتی فرزام
- میدان نفتی اسفندیار
- میدان گازی هنگام
- میدان گازی آرش[۸]
- میدان نفتی سروستان
- میدان نفتی جفیر
- طرح توسعه ميدان نفتي بينك
- طرح توسعه ميدان نفتي منصور آباد

### طرح توسعه لایه نفتی پارس جنوبی
میدان پارس جنوبی در فاصله تقریبی ۱۰۵ کیلومتری جنوب بندر عسلویه در خلیج فارس و در مجاورت مرز مشترک آبی ایران و قطر قرار دارد. میدان پارس جنوبی و میدان نفتی الشاهین قطر با یکدیگر مشترک بوده، در طرفین مرز مشترک آبی دو کشور، واقع گردیده‌اند.

### طرح توسعه میدان نفتی فروزان
میدان نفتی فروزان در خلیج فارس واقع شده‌است. این میدان از میدان‌ها مشترک ایران، می‌باشد، که در مرز دریایی ایران و عربستان و در ۱۰۰ کیلومتری جنوب غربی جزیره خارک قرار دارد. طرح توسعه این میدان نفتی، شامل طراحی پایه، طراحی تفصیلی و مشتمل بر دو بخش می‌باشد:
- ساخت، نصب و راه اندازی تأسیسات دریایی
- ساخت، نصب و راه اندازی خطوط لوله

تولید این میدان، از سال ۱۹۷۵ و پس از اجرای طرح توسعه در اوایل دهه ۱۹۷۰ آغاز شده‌است. در تاریخ ۵ مارس ۲۰۰۹، تأمین مالی طرح توسعه میدان فروزان و اسفندیار از روش بیع متقابل، به روش استفاده از منابع داخلی، تغییر یافت.

### طرح توسعه میدان نفتی جفیر
قرارداد طرح توسعه میدان نفتی جفیر، در تاریخ ۵ سپتامبر ۲۰۰۷ بین شرکت ملی نفت ایران به عنوان کارفرما و شرکت‌های «پتروایران» و «بل‌ترانس‌گاز» به عنوان پیمانکاران بیع‌متقابل، امضاء گردید و جهت انجام این طرح، شرکت «بل پارس پترولیوم» در خارج از ایران، به صورت مشارکت برابر، توسط شرکت‌های «پتروایران» و «بل‌ترانس‌گاز» در تاریخ ۲۳ اکتبر ۲۰۰۷ ثبت شد.
مأموریت این شرکت، توسعه میدان نفتی جفیر براساس آخرین استاندارهای بین‌المللی در صنعت نفت و گاز بود؛ ولی پس از تحریم ایران، این شرکت نیز، فعالیت خود را نیمه کاره، رها کرد. در حال حاضر، پروژه میدان جفیر، توسط شرکت گسترش انرژی پاسارگاد، انجام می‌گیرد.

### طرح توسعه میدان نفت و گاز سلمان
طرح توسعه میدان نفتی و گازی سلمان، با هدف تولید گاز طبیعی و افزایش ظرفیت تولید نفت خام، تعریف شده‌است. محل اجرای این طرح، در میدان سلمان، واقع در ۱۲۰ کیلومتری جنوب جزیره لاوان قرار دارد.

### میدان آزادگان
میدان آزادگان، یکی از بزرگترین میدان‌های نفتی کشف شده در جهان و ایران در ۳۰ سال گذشته می‌باشد. این میدان در ۹۰ کیلومتری غرب شهر اهواز قرار داشته و میزان ذخیره درجای نفت آن معادل ۳۲۴۳۳ میلیون بشکه برآورد شده‌است که با مساحت تقریبی ۹۰۰ کیلومتر مربع، دارای دو بخش شمالی و جنوبی می‌باشد.

### طرح توسعه میدان‌های نصرت و فرزام
طرح توسعه میدان‌های نصرت و فرزام، به منظور افزایش تولید، ارزیابی و توسعه میدان‌ها نفتی مشترک در منطقه سیری (نصرت و فرزام) در قالب قرارداد بیع متقابل تعریف شده‌است. هدف این طرح، افزایش تولید نفت خام و دستیابی به حداکثر ۱۶٬۴۵۰ بشکه در روز در میدان نفتی نصرت و بهره‌برداری از میدان نفتی فرزام با تولید اولیه ۱۵٬۰۰۰ بشکه نفت خام می‌باشد.

#### میدان نفتی نصرت
میدان نفتی نصرت در مجاورت خط مرزی آبی (خلیج فارس) بین ایران و امارات متحده عربی (میدان فاتح) مشترک است. این میدان در ۲۲ کیلومتری جنوب جزیره سیری قرار دارد و بهره‌برداری از آن در سال ۱۳۶۴ با ۴ حلقه چاه در لایه سروک بالایی آغاز شده‌است.

#### میدان نفتی فرزام
میدان نفتی فرزام مشابه میدان نفتی نصرت، در مجاورت خط مرزی آبی (خلیج فارس) بین ایران و کشور امارات متحده عربی (میدان فلاح) مشترک است. میدان فلاح در سال ۱۹۷۵ میلادی کشف و از سال ۱۹۷۸ مورد بهره‌برداری قرار گرفته‌است.

### پروژه خط لوله سیری-عسلویه
پروژه خط لوله سیری-عسلویه، شامل: طراحی، تدارکات و اجرای خط لوله ۳۲ اینچ حد فاصل دریایی بین موقعیت جزیره سیری تا بندر عسلویه به طول تقریبی ۲۸۹ کیلومتر بعلاوه حدوداً ۱۵ کیلومتر در جزیره سیری و بندر عسلویه به منظور انتقال گاز از جزیره سیری به تأسیسات فازهای ۶، ۷ و ۸ پارس جنوبی می‌باشد. این خط لوله، طولانی‌ترین خط لوله دریایی خلیج فارس است، که بخش دریایی آن در کمتر از ۸ ماه و زودتر از برنامه قراردادی، تکمیل گردید. هدف این پروژه، در واقع انتقال گاز میدان سلمان از جزیره سیری به بندر عسلویه از طریق خط لوله زیردریایی می‌باشد.